# Angleterre du Nord-Ouest
L'Angleterre du Nord-Ouest est une région au nord-ouest de l'Angleterre. Ses administrations sont localisées à Liverpool et Manchester.

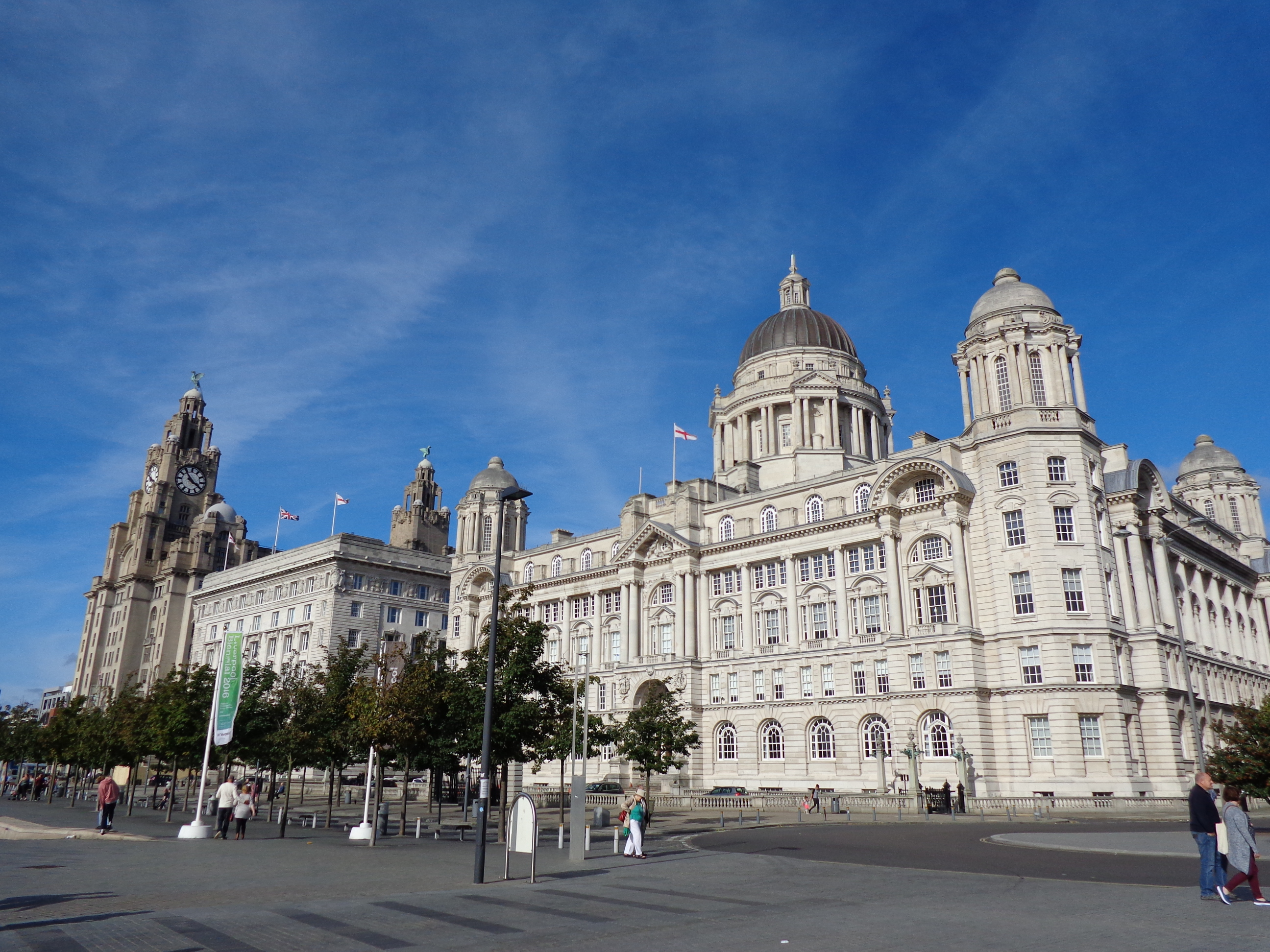
Three Graces, Liverpool

Sa superficie est de 14 168 km2 (6e région). D'après le recensement de 2011, sa population est de 7 052 000 habitants (3e région), soit une densité de 498 hab./km2.

## Divisions administratives
Légende
- AU : autorité unitaire (à la fois comté et district non métropolitain)
- CNM : comté non métropolitain
- CM : comté métropolitain

| Carte                            | Comté cérémonial              | Comté métropolitain ou non métropolitain | Districts, boroughs et cités |
| -------------------------------- | ----------------------------- | --- | ---------------------------- |
|                                  | Cheshire                      | 11. Cheshire East AU | 11. Cheshire East AU         |
| 10. Cheshire West and Chester AU | Cheshire                      | |                              |
| 8. Halton AU                     | Cheshire                      | |                              |
| 9. Warrington AU                 | Cheshire                      | |                              |
| Cumbria                          | 1. Cumberland AU              | 1. Cumberland AU |                              |
| Cumbria                          | 2. Westmorland and Furness AU | |                              |
| 6. Grand Manchester CM           | 6. Grand Manchester CM        | a) Bolton, b) Bury, c) Manchester, d) Oldham, e) Rochdale, f) Salford, g) Stockport, h) Tameside, i) Trafford, j) Wigan                                           |                              |
| Lancashire                       | 3. Lancashire CNM             | a) West Lancashire, b) Chorley, c) South Ribble, d) Fylde, e) Preston, f) Wyre, g) Lancastre, h) Ribble Valley, i) Pendle, j) Burnley, k) Rossendale, l) Hyndburn |                              |
| Lancashire                       | 4. Blackpool AU               | |                              |
| Lancashire                       | 5. Blackburn with Darwen AU   | |                              |
| 7. Merseyside CM                 | 7. Merseyside CM              | a) Knowsley, b) Liverpool, c) St Helens, d) Sefton, e) Wirral |                              |

## Villes principales
- Blackpool
- Liverpool (administrations de région)
- Manchester (administrations de région)
- Preston
- Chester
- Lancastre

## Autres villes
- Accrington
- Ashton-under-Lyne
- Altrincham
- Barrow-in-Furness
- Birkenhead
- Blackburn
- Bolton
- Burnley
- Bury
- Buxton
- Carlisle
- Chorley
- Clitheroe
- Congleton
- Crewe
- Eccles
- Ellesmere Port
- Great Harwood
- Hoylake
- Harrow
- Kendal
- Keswick
- Knowsley
- Knutsford
- Macclesfield
- Maghull
- Nantwich
- Oldham
- Ramsbottom
- Rochdale
- St Helens
- Salford
- Shaw and Crompton
- Southport
- Stalybridge
- Stockport
- Stretford
- Trafford
- Warrington
- Whitehaven
- Wigan

## Axe routier
- A591